# Dean Anna
Dean William Anna (né le 24 novembre 1986 à Mokena, Illinois, États-Unis) est un joueur de champ intérieur des Cardinals de Saint-Louis de la Ligue majeure de baseball. Il évolue comme arrêt-court et joueur de deuxième but,.

## Carrière
Joueur des Cardinals de l'Université d'État de Ball, dans l'Indiana, Dean Anna est repêché par les Padres de San Diego au 26e tour de sélection en 2008. Il joue 6 années en ligues mineures dans l'organisation des Padres sans atteindre le niveau majeur. Le 20 novembre 2013, San Diego transfère Anna aux Yankees de New York contre un lanceur droitier des ligues mineures, Ben Paullus.
Dean Anna fait ses débuts dans le baseball majeur à l'âge de 27 ans, alors qu'il joue pour les Yankees le 4 avril 2014. À son premier match, il réussit son premier coup sûr au plus haut niveau, contre le lanceur Jeremy Jeffress des Blue Jays de Toronto. Le 10 avril suivant, il frappe contre Clay Buchholz, des Red Sox de Boston, son premier circuit dans les majeures. 
Le 11 novembre 2014, il rejoint les Cardinals de Saint-Louis.